# Osiedle Dąbrowskiego (Iława)
Osiedle Dąbrowskiego – osiedle położone w północnej części Iławy. 

Położenie na mapie Iławy.

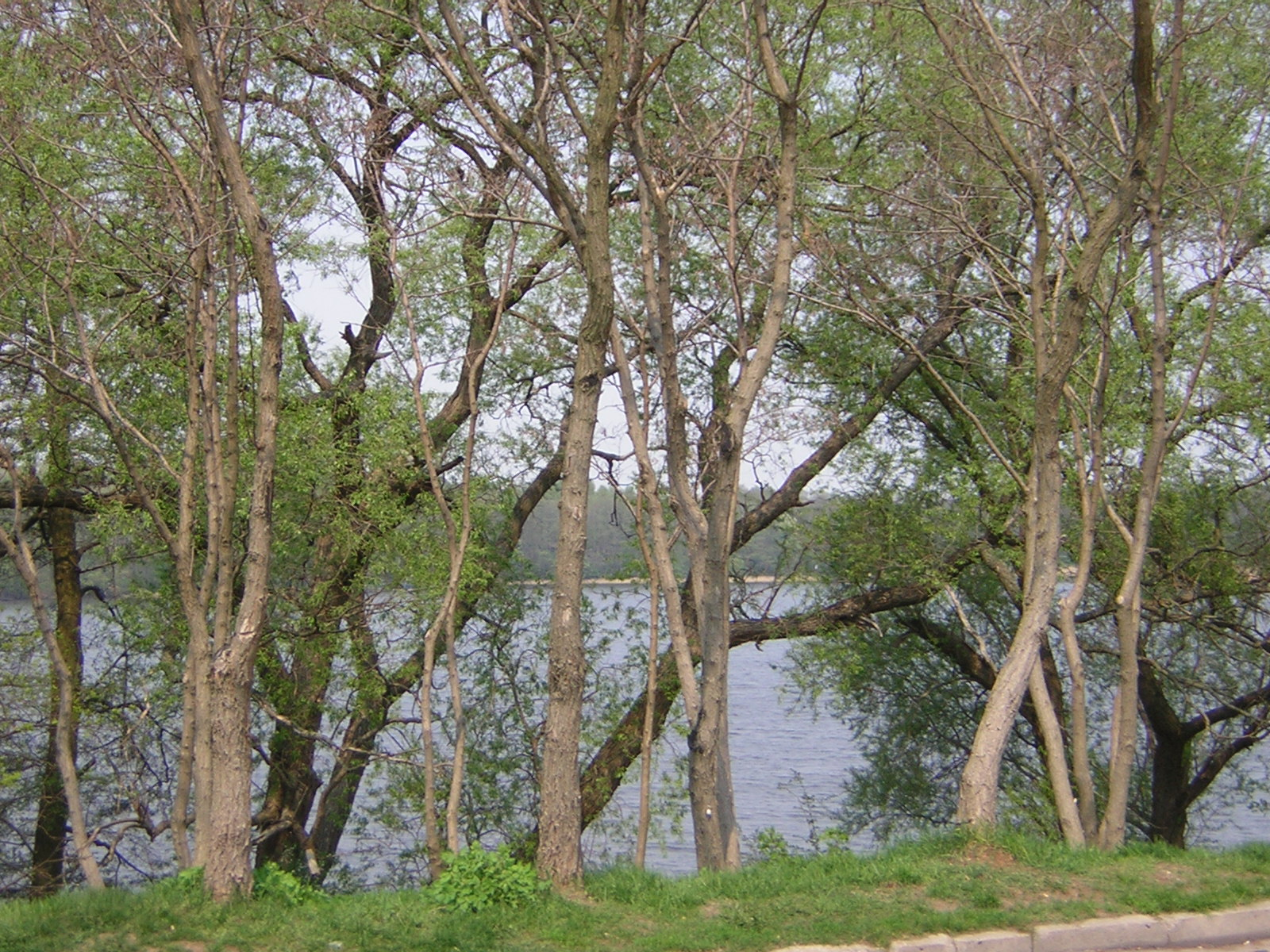
Widok na jezioro Jeziorak niedaleko Plaży Miejskiej

## Ulice osiedla Dąbrowskiego
Osiedle obejmuje ulice:
- Barlickiego
- Dąbrowskiego (część)
- Działkowców
- Gierszewskiego
- Gizewiusza
- al. Jana Pawła II (część)
- Kajki (część)
- Kochanowskiego
- Kraszewskiego
- Mrongowiusza
- Polna
- Prusa
- Reja
- Reymonta
- Sendlerowej
- Słowackiego
- Zalewska (część)
- Zientary-Malewskiej

## Komunikacja
Przez teren osiedla przebiegają trasy 3 linii komunikacyjnych. Są to linie numer: 
- 2 - (Długa-Ogrody)
- 4 - (Dworzec Główny-Aleja Jana Pawła II)
- 7 - (Nowa Wieś- Nowa Wieś)

Linie biegną ulicami: Dąbrowskiego, Zalewską i al. Jana Pawła II.